# Jean I. (Armagnac)
Jean I. (* 1311; † 16. Mai 1373) war Graf von Armagnac, Fézensac und Rodez. Er gehörte dem Haus Lomagne an.
Er war Sohn von Bernard VI., Graf von Armagnac und Fézensac, und Cécile, Erbin der Grafschaft Rodez.
Er heiratete 1324 Reine de Goth († 1325), Großnichte von Papst Clemens V. und Erbin von Lomagne und Auvillar. Die kurze Ehe blieb kinderlos. Im Mai 1327 heiratete er Béatrice de Clermont, Tochter von Jean de Clermont, Comte de Charolais, die das Charolais erbte. Das Paar bekam drei Kinder:
- Jean II. (* 1330; † 1384), Graf von Armagnac etc.
- Jeanne (* 1348; † 1388), ⚭ 17. Oktober 1360 in Carcassonne Jean de Valois, duc de Berry (Haus Valois)
- Marthe († 1378), ⚭ 6. März 1373 in Barcelona Johann I., König von Aragón (* 1350; † 1395)

Er diente in Italien unter dem Kommando von Johann von Böhmen, König von Böhmen. In Ferrara besiegt und gefangen genommen, wurde er 1330 gegen ein enormes Lösegeld freigelassen. 1339 wurde er Generalkapitän von Poitou, Limousin und Saintonge. Als Statthalter (Lieutenant) des Königs im Languedoc von 1338 bis 1352 war er einer der wesentlichen Feldherren im Kampf gegen Edward von Woodstock, den „Schwarzen Prinzen“. Am 28. Juli 1340 vernichtete er die englisch-flämische Armee, die unter dem Kommando Roberts III. von Artois stand, in der Schlacht von Saint-Omer.
| Vorgänger    | Amt                         | Nachfolger |
| ------------ | --------------------------- | ---------- |
| Bernhard VI. | Graf von Armagnac 1319–1373 | Jean II.   |
| Cécile       | Graf von Rodez 1311–1373    | Jean II.   |

| Personendaten    | Personendaten                         |
| ---------------- | ------------------------------------- |
| NAME             | Jean I.                               |
| KURZBESCHREIBUNG | Graf von Armagnac, Fézensac und Rodez |
| GEBURTSDATUM     | 1311                                  |
| STERBEDATUM      | 16. Mai 1373                          |